# 剣と魔法のログレス いにしえの女神
『剣と魔法のログレス いにしえの女神』（けんとまほうのログレス いにしえのめがみ）は、Aimingが開発し、マーベラスより配信されているスマートフォン用ゲームアプリ。2013年12月サービス開始。基本プレイ無料（アイテム課金制）。

## 概要
PCブラウザ向けMMORPG『剣と魔法のログレス』のスマートデバイス向けタイトルとして開発された。基本的なゲームシステムはブラウザ版に則っているが、本作独自のシステムも存在する。
電撃PlayStationの別冊付録 デンプレコミックでオリジナルストーリーのコミカライズ『剣と魔法のログレス 厄災の女神』が連載された。シナリオ：太田顕喜、漫画：鈴木イゾ、監修：「剣と魔法のログレス」運営チーム。単行本全2巻。

## 職業
本作では、ブラウザ版の5つのジョブ（基本職）の他に、新たに5つのジョブ（上位職）と3つの期間限定職が追加された。また、これらに加え、さらに強力なジョブも随時追加されている。

### 基本職
ファイター
前衛。強力な物理攻撃が中心。本作では両手剣と斧の他に弓も扱える。また、ブラウザ版と異なりノービスが無いので、最初のジョブはファイターとなっている。
ナイト
前衛。攻撃と防御のバランス型。主要武器は槍や突剣。
レンジャー
中衛。魔弓、弓を使った攻撃が中心。
プリースト
後衛。攻撃よりも、回復その他が中心。主要武器はハンマーやメイス。
マジシャン
後衛。強力な魔術攻撃を扱う。主要武器はワンド。

### 上位職
特定のシナリオを進めたり、基本職のスキルを上げたりして獲得できる。
マーセナリー
ファイターに似て、高い攻撃力を誇る。主要武器は斧や弓
ルーク
ナイトに似て、高い防御力を誇る。主要武器は両手剣と槍。
パラディン
ファイターとナイトの中間的存在。命中が低く、クリティカルが高い。主要武器はハンマーやレイピア、エストック。
ビショップ
プリーストに似て、魔法で回復その他プレイヤーの補助を行う。
ウォーロック
マジシャンに似て、強力な魔術攻撃を誇る。主要武器はワンドと、魔弓と呼ばれる弓、妖刀。

### 追加ジョブ
魔導剣士
マジシャンとファイターの中間的存在。魔剣と共に登場した武器だが、現在ではリーフにその地位を剥奪されているようにも見られる。他にも、大剣などを扱うことが出来る。
ガーディアン
守備に特化したジョブで、騎装を始めとした強力な武器でパーティを補助する。ソロには向いていないが、PVPやエンドコンテンツでもよく見られるジョブである。
サムライ
妖刀を装備して戦う役職。広範囲攻撃はできないが、妖刀には様々なスキルがあり、それらを組み合わせる。強力なものだとファイター並みの与ダメージ。
ネクロマンサー
マジシャン、ウォーロックの上位で、魔法攻撃が強力。ただし回復は不得手であり、最大HP値が少ない。主要武器は天錘、ワンド、ロッド。
ブレイカー
ファイター、マーセナリーを大きく超越した強力な物理攻撃を誇るのが魅力のジョブ。ただし魔法攻撃は不得手。
リーフ
殲滅のスペシャリストとも言えるこのジョブは、破刃と天錘、そして魔剣を装備することが出来る。前2種の武器を交互に使うことで、武器の威力が高まる。特に、これを利用した魔剣の必殺攻撃が強力である。

## エリア
本作のマップは、ブラウザ版とは完全に異なるものとなっており、数・大きさ共にブラウザ版から大幅に拡充されている。
クエスト受注により様々なエリアに行ける。

### ルシェメル大陸
どれか1つの職で、総合戦闘力を100000以上にすると受注可能となる、≪新たな力　シックスセンス≫をクリアすると、スペシャルクエストに、≪新大陸への序章≫が出現する。序章は全部で13話あり、その中では2年の時間が経過することになる。新大陸へは、ガレオン船で行くことができ、滞在時間に応じてporoを支払うことで渡航可能。
【注意点】
- 大陸フィールドでは、バトルから≪逃走≫、≪敗北≫を一回するごとに滞在時間が3分減少。
- ガレオン船では自由にメニュー画面を開けるが、フィールドに出るとポータルからでない限りメニュー画面を開くことは不可能。
- 滞在時間が残り0になると、強制的に大陸から帰還。たとえバトル中であってもそれは同じ。
- フィールドに点在する《宝箱》は、割れば大量のporoを入手できるが、たまにその代わりにミミックが出現する。

### 天気
ルシェメル大陸には、≪天候≫というシステムがある。天候の属性によって、強化される属性と弱体化する属性がきまっていて、天候により強化される属性の武器を使用した方が有利にバトルを進めることが可能である。それは勿論、ルシェメル大陸のモンスターにも適用される。
・灼熱　　　　強化属性→炎　弱体化属性→風
・突風　　　　強化属性→風　弱体化属性→炎
・雨　　　　　強化属性→水　弱体化属性→炎
（例外）
・漆黒の闇　　装備する闇属性武器数によりEPアップ（補助は除く）　闇属性武器威力強化
・天界の光　　装備する光属性武器数によりEPアップ（補助は除く）　光属性武器威力強化

#### クエスト・フィールド
ルシェメル大陸で受注可能なメインクエストのほとんどは、ひたすら特定モンスターを討伐していくスローター系クエスト。
たまにストーリー付きのクエストや、宝箱割りのクエストも出現する。
フィールドのモンスターは、「侵食ルシェ～」と「ルシェ～」の2種類に分かれ、「侵食ルシェ～」は通常モンスターに紫のクリスタルをくっ付けた外見をしており、こちらの方が危険である。そしてこちらは、頭上に紅い眼のアイコンがあり、近くを通るとしばらく追いかけてくる。追尾速度はモンスターにより違う。
フィールドには、「ポータル」とよばれる青いクリスタルのような装置が点在しており、ここでメニュー画面を開いたり、ワープしたりできる。（ワープには一部を除き、万単位の大量のpoloが必要）また、「ポータル」の色違いの「メニューポータル」というものも存在しており、こちらはメニューを開くことしかできない。

### 闇の民
フィールドの所々にいる、紅い眼と紫色の肌をした人間は「闇の民」といい、レベルもフィールドモンスターの平均格より高い。
通常のルシェ系モンスターと違って厄介な魔法を使ったり、特性がついていたりする。
侵食ルシェモンスターと同じく、頭上に紅い眼のアイコンがあり、近くを通ると追いかけてくる。ただし、追尾速度は段違いに速い。（遅い者もいるが）
主に、
- 単独で出現するもの→厄介な特性付き、または魔法を使用してくる。
- 取り巻きを引き連れているもの→特性はないが、攻撃力や防御力が非常に高い。また、取り巻きの方が火力が高く、本体はプリーストなどである場合もある。

大火力の物理属性攻撃や相手属性の苦手属性で戦うと、比較的楽である。また、最大HP値は1万あれば余裕をもって戦える。

## モンスター
ブラウザ版とモンスターのアバターこそ似ているが、名称は全く異なるものとなっている。

## 不祥事
2017年6月21日、開発元Aimingの契約社員が社内ツールを悪用し休眠中のアカウントを不正アクセス・転売(RMT)した詐欺等の容疑で大阪府警察に逮捕された。Aimingとマーベラスは不正アクセスにより利用できなくなったアカウントについて、可及的速やかに措置を検討し、改めてホームページ上で対応を告知すると発表した。